# Aulax
Aulax Bergius – rodzaj roślin z rodziny srebrnikowatych (Proteaceae). Obejmuje 3 gatunki występujące naturalnie w Afryce Południowej

## Systematyka
Pozycja systematyczna
Rodzaj z rodziny srebrnikowatych stanowiącej grupę siostrzaną dla platanowatych, wraz z którymi wchodzą w skład rzędu srebrnikowców, stanowiącego jedną ze starszych linii rozwojowych dwuliściennych właściwych. W obrębie rodziny rodzaj stanowi klad bazalny w plemieniu Petrophileae P.H. Weston & N.P. Barker, 2006. Plemię to klasyfikowane jest do podrodziny Proteoideae Eaton, 1836
Wykaz gatunków
- Aulax cancellata (L.) Druce
- Aulax pallasia Stapf
- Aulax umbellata (Thunb.) R.Br.